# Jan Mach

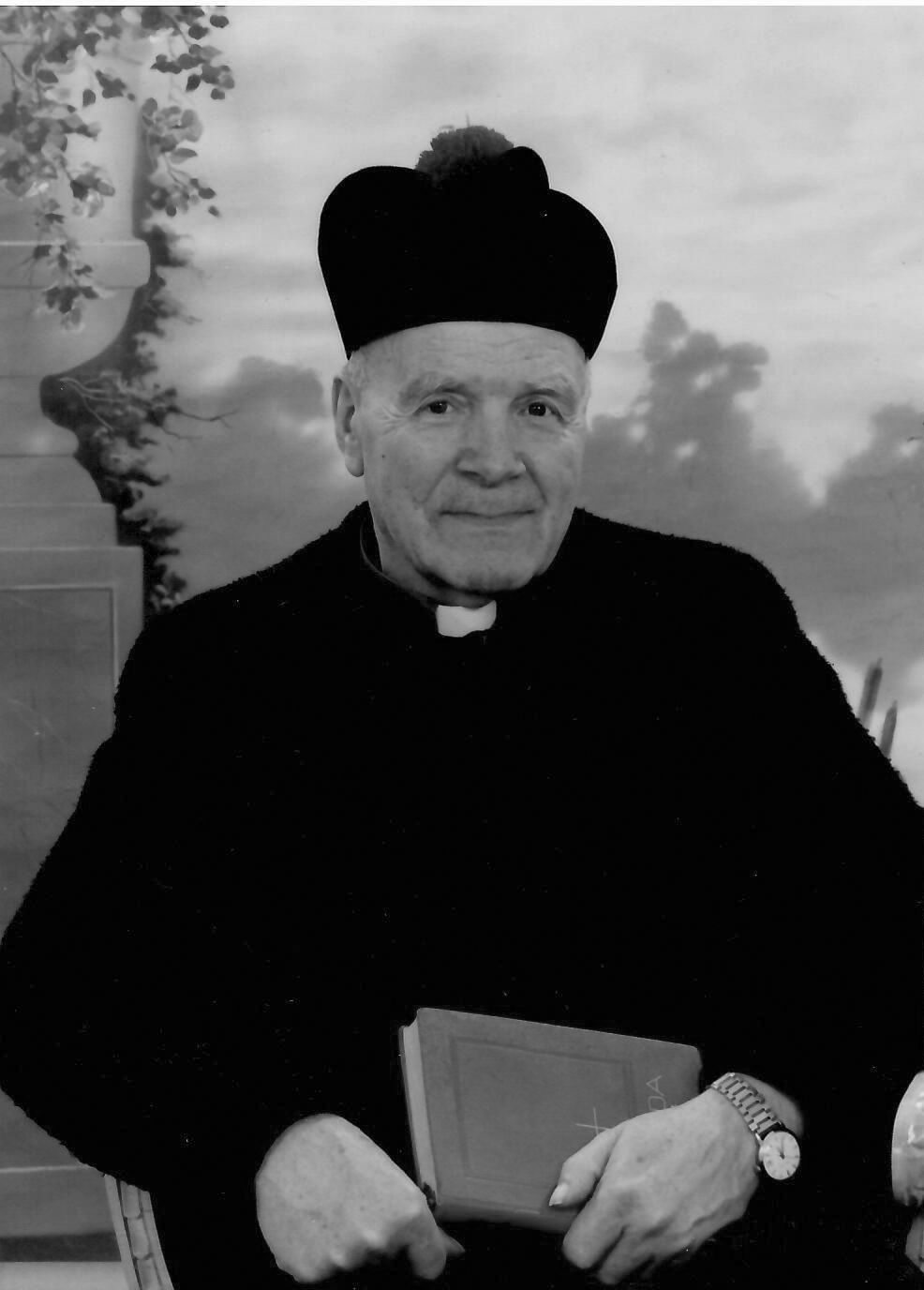
Ks. Jan Mach (1923-1998)

Jan Mach, ur. 8 lipca 1923 w Spytkowicach na Podhalu, zm. 19 maja 1998 w Myślenicach – polski ksiądz rzymskokatolicki, kaznodzieja i proboszcz. Mecenas i miłośnik kultury ludowej, regionalista.

## Życiorys
W czasie okupacji niemieckiej uczęszczał do szkoły rolniczej w Nowym Targu. Po wojnie uzupełnił wykształcenie ogólnokształcące w Jordanowie, maturę zdał w Liceum im. Seweryna Goszczyńskiego w Nowym Targu. W 1947 wstąpił do Wyższego Seminarium Duchownego w Krakowie. W 1952 roku uzyskał święcenia kapłańskie i tytuł magistra teologii. Był wikariuszem w parafiach: Zielonki, Klikuszowa, Bielany. od 1961 roku został rektorem filialnego kościoła w Tokarni.

## Miłośnik ludowej tradycji
Historyk sztuki, patriota, znawca Pisma Świętego. Miłośnik ludowej tradycji i kultury religijnej. Należał do Koła Pisarzy i Artystów Podhalańskich w Zakopanem. Był autorem licznych wierszy oraz inscenizacji, które pisał na ważniejsze wydarzenia i święta parafialne. Niezwykle zaangażowany w życie wspólnoty parafialnej. Animator kultury i mecenas miejscowego rzeźbiarza ludowego Józefa Wrony. Przyczynił się do remontu i rozbudowy zabytkowego kościoła. Prace prowadzone były pod nadzorem i według projektów architekta Janusza Smólskiego, doświadczonego konserwatora. W ciągu wielu lat zgromadził i zabezpieczył szereg rzeźb, głównie ludowych. Kultywował odrodzenie dawnych tradycji religijnych. Opiekował się grobem porucznika Tadeusza Stefaniszyna w Spytkowicach.
Mecenas Józefa Wrony. Dzięki niemu Tokarnia słynie z procesji w Niedzielę Palmową, na czele której ministranci ciągną rzeźbę Jezusa na osiołku. Zainicjował powstanie zespołu kaplic z akcentami patriotycznymi i religijnymi oraz niezwykłej Kalwarii Tokarskiej na Zębalowej Górze. Kalwaria Tokarska. Z inicjatywy ks. Macha w latach 1969–1970 wybudowano Dzwonnicę Tysiąclecia. Jako jedyna pozostała na terenie byłego kompleksu dworskiego po przeniesieniu starego kościoła do skansenu w Zubrzycy Górnej w 2007 roku.
W 1982 roku z dotychczasowej parafii w Łętowni wyodrębniono parafię Tokarnia, której pierwszym proboszczem został ks. J. Mach.

## Przyjaciele
Ks. Jan Mach słynął z wielu przyjaźni z ludźmi kultury i sztuki, wśród nich byli m.in.: Tadeusz Seweryn, Aleksander Kulisiewicz, Karol Wojtyła, Wiktor Zin, Roman Reinfuss, Tadeusz Chrzanowski, Marian Kornecki, Józef Muniak, Aleksandra Kydryńska, Alina Sienkiewicz, Marian Pokropek, Julian Zinkow, Emil Biela, ks. dr Antoni Gagatnicki, ks. prof. Andrzej Zwoliński, Janina i Józefa Stefaniszyn. Jego wychowankami było wiele pokoleń Tokarzan, m.in. Leszek Zduń, Bartłomiej Dyrcz i wielu innych.
Zmarł w 1998 w wieku 75 lal. W 2018 ukazała się obszerna biografia pt. Urywki życia x. Jan Mach architekt duszy, autorstwa Bartłomieja Dyrcza wraz z płytą CD Modlitwa serca silniejsza od słów z aranżacją muzyczną do jego patriotycznych tekstów.